# Symbiotes gibberosus
Symbiotes gibberosus es una especie de coleóptero de la familia Endomychidae.

## Distribución geográfica
Habita en Europa y las islas Canarias (España).